# انتونیو ریواس (بازیکن فوتبال اسپانیا)
انتونیو ریواس (انگلیسی: Antonio Rivas؛ زادهٔ ۱۳ سپتامبر ۱۹۶۵) بازیکن فوتبال اهل اسپانیا است.
از باشگاه‌هایی که در آن بازی کرده‌است می‌توان به باشگاه ورزشی رئال مایورکا، باشگاه فوتبال اتلتیکو مادرید، باشگاه فوتبال رئال اویدو، باشگاه فوتبال آلباسته بالومپیه، و باشگاه فوتبال اتلتیکو مادرید بی اشاره کرد.